# Ligne de Dijon-Canal à Gevrey-Chambertin
La ligne de Dijon-Canal à Gevrey-Chambertin était une ligne de tramway électrique à voie métrique qui a relié Dijon à Gevrey-Chambertin dans le département de la Côte-d'Or entre 1909 et 1953.
La ligne longue de 10,9 kilomètres a toujours été exploitée en traction électrique.

## Historique
La ligne de Dijon-Canal à Gevrey-Chambertin est concédée à la Compagnie des tramways électriques de Dijon (TED) en 1909. 
Elle est exploitée par cette compagnie jusqu'en 1921. Après cette date, le département de la Côte-d'Or, qui a racheté la ligne en 1914, en confie l'exploitation à la Compagnie des chemins de fer départementaux de la Côte-d'Or (CDCO).
En 1953, la ligne exploitée entre la gare de Dijon-Canal et Gevrey-Chambertin est fermée. 
La gare de Dijon-Canal est détruite à la fin des années 1970,

## Matériel roulant

### Matériel de la Compagnie des Tramways Électriques de Dijon
Pour exploiter la ligne, la compagnie TED emploie 6 motrices à 2 essieux :
- N° 26 à 27 : Motrices Walker provenant de la compagnie des tramways de Lyon
- N° 28 à 31: Motrices De Dietrich Jeumont, livrées neuves en 1909
- 10 remorques ouvertes de type baladeuse.

### Matériel de la Compagnie des Chemins de fer départementaux de la Côte-d'Or
- N° 1 à 4 :  Motrices De Dietrich Jeumont, livrées neuves en 1909 (ex N° 28 à 31)
- N° 5 et 6:  Motrices Satramo, livrées neuves en 1933
- N° 7 à 9:   Motrices Satramo, acquises en seconde main en 1948 ex Tramway de Tergnier à Anizy - Pinon[5]
- 4 remorques ouvertes type baladeuses
- 2 remorques fermées Satramo, acquises en seconde main en 1948 ex Tramway de Tergnier à Anizy - Pinon
- 2 voitures voyageurs à bogies, ex Chemins de fer départementaux de la Côte-d'Or.